# Arima (Prinz)

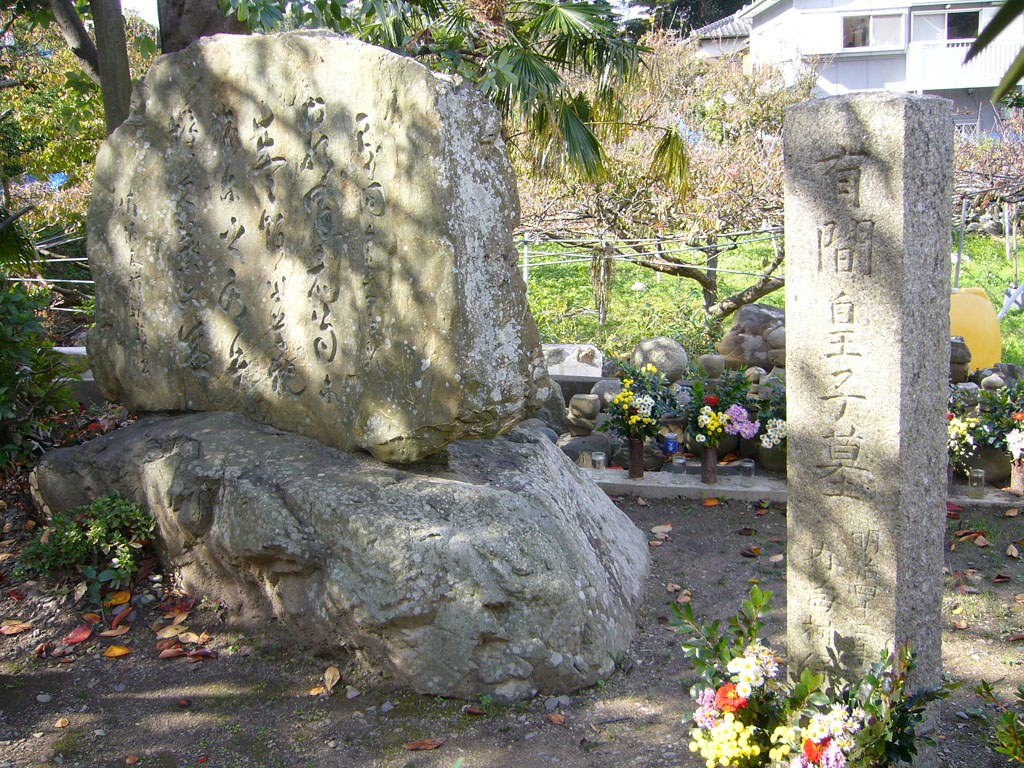
Arimas Grab

Prinz Arima (japanisch 有間 皇子, Arima no Miko; geboren 640 in Arima Onsen (Provinz Settsu); gestorben 11. Dezember 658 in der Provinz Kii) war ein kaiserlicher japanischer Prinz.

## Leben und Wirken
Prinz Arima war ein Sohn von Kaiser Kōtoku (596–654). Seine Mutter war Prinzessin Otaashi Hime (小足媛, Otarashi hime), die Tochter von Abe no Kura-Hashimaro (阿倍倉梯麻呂), dem Minister der Linken. Er erhielt den Namen „Arima“, da er im Ort „Arima Onsen“ geboren wurde, als sein Vater noch Prinz war.
Obwohl Arimas Vater zur Zeit der Taika-Reform den Thron bestiegen hatte, lag die eigentliche politische Macht beim Kronprinzen Naka no Ōe (中 大兄), dem späteren Kaiser Tenchi. Es gab einige Spannungen zwischen ihm und dem Kaiser, zum Beispiel die die Verlegung der Hauptstadt Namba-kyō (難波都) im Jahr 653 durch Naka no Ōe gegen den Willen des Kaisers. Vielleicht war es eine Folge davon, dass Kōtoku im darauffolgenden Jahr starb, was man als traumatischen Tod bezeichnen könnte.
Als Arima der Nachfolger von Naka no Ōes Mutter Kaiserin Saimei wurde, begann er sich auf eine Art und Weise zu verhalten, die Wahnsinn vortäuschte. Das war aber offenbar darauf zurückzuführen, dass er als einsames Kind des vorherigen Kaisers dem politischen Konflikt entkommen wollte. Im Herbst 657 ging er zur medizinischen Behandlung nach Muro-no-yu (牟婁の湯)in der Provinz Kii und kehrte dann zurück, um dem Kaiser die Landschaft der Gegend zu loben. Im Oktober des folgenden Jahres besuchten der Kaiser und der Kronprinz zusammen die heißen Quellen von Muro.
Dann ereignete sich der sogenannte „Prinz-Arima-Vorfall“ (有間皇子事件; Arima no Miko jiken). Am 3. November erzählte Soga no Akae (蘇我 赤兄; 623–?), ein verantwortlicher Militäroffizier, Arima von der Misswirtschaft der Kaiserin Saimei. Darauf soll Arima geantwortet haben: „Zu Beginn des Jahres müssen Truppen eingesetzt werden.“ Am 5. Tag desselben Jahres kam es zu Verhandlungen zwischen den beiden Seiten über die Aufstellung einer Armee. Doch in der Nacht verhaftete Soga Arima als Verräter und brachte ihn nach Muro-no-yu.
Als Arima von Naka no Ōe verhört wurde, antwortete er einfach: „Ich kenne zwar Himmel und Akae, aber mich kenne ich nicht“. Am 11. desselben Tages wurde er in Fujishirasaka (藤白坂) in der Provinz Kii gehängt. Gleichzeitig wurden zwei Adjutanten des Prinzen getötet und zwei weitere verbannt, aber Soga no Akae, der den Aufstand angezettelt hatte, wurde nicht bestraft, sondern wurde sogar noch befördert. Er hielt später die Position des Ministers die Linke am kaiserlichen Hofe in der Provinz Ōmi (近江朝廷, Ōmi chōtei).
Arimas rezitierte einen Vers während der Konvoi Iwashiro in der Provinz Kii passierte. Mehrere Personen, darunter Yama-no-ue no Okura (山上 憶良; 660–733), verfassten später Gedenkgedichte zu diesem Gedicht und sorgten damit dafür, dass der Vorfall als tragische Geschichte nicht verloren ging. 
Zwei Gedichte, die Arima über den Vorfall schrieb, sind im Gedichtswerk Man’yōshū (um 759) erhalten.